# Битва біля Арраса (1914)
Би́тва біля Арра́са (1914) або Пе́рша би́тва бі́ля Арра́са (1—4 жовтня 1914) — спроба наступальної операції французької армії, яка намагалася глибоким фланговим маневром обійти німецьку армію, котра водночас намагалася провести аналогічний маневр та обійти французів. Бойові дії відбувалися поблизу французького міста Аррас у ході так званого «бігу до моря» на початку Першої світової війни.
1 жовтня 1914 року 10-та французька армія генерала Луї де Мод'юї з ходу атакувала німецькі формування, що наступали південніше Арраса, та, зламавши слабкий опір противника, вийшла до Дуе. 6-та німецька армія кронпринца Рупрехта контратакувала французів, водночас три корпуси 1-ї, 2-ї та 7-ї кайзерівських армій продовжували наступ на південь.
Під тиском противника французи були змушені відступити в бік Арраса, і 4 жовтня Ланс був окупований німецькими військами. Спроба кайзерівського командування оточити Аррас з півночі зазнали поразки, і обидві сторони використали наявні в них підкріплення, щоб спробувати черговий фланговий рух далі на північ. Ці дії переросли в битві за Ля-Басе (10 жовтня — 2 листопада). Усі взаємні флангові маневри врешті-решт завершилися у Фландрії, коли обидві сторони досягли узбережжя Північного моря, де незабаром розгорнулася перша Фландрська битва.

## Історія
На кінець вересня 1914 року 6-та німецька армія кронпринца Рупрехта силами Гвардійського, 4-го та 1-го Баварського резервного корпусів просувалася південніше Арраса з метою здійснення глибокого обхідного маневру і подальшого виходу у тил 2-ї французькій армії дивізійного генерала Едуара де Кастельно, що билася на підступах до Ам'єна. За рахунок свіжих дивізій поповнення, військ територіальної оборони, резервів та частини сил 2-ї армії французи вступили в районі Арраса в бій, намагаючись зірвати німецький наступ на цьому напрямку. Частково їм вдалося зупинити німецьке просування по рубежу річки Кожуль та опанували високогір'я поблизу Монші-ле-Пре. Але, перегрупувавши свої сили німці почали відтискувати їх до Гемаппа, Ванкура та Монші-ле-Пре. Генерал Жозеф Жоффр наказав припинити активні наступальні дії та перейти до оборони.
1 жовтня 1914 року тимчасове угруповання французьких військ, що зосередилося на арраському напрямку, було переформоване Жоффром на 10-у армію, яке очолив генерал Луї де Мод'юї. Командувач армії, скориставшись проломом в оперативній побудові німецьких військ, і вважаючи, що йому протистоять лише легкі кавалерійські формування Німецької імперії, а ні повноцінні три німецькі корпуси, перейшов з ходу в наступ.
На північному фланзі п'ять німецьких кавалерійських дивізій, що прикривали правий фланг XIV резервного корпусу 6-ї армії, зіткнулися з французькою кавалерією та піхотою. Водночас, агентурна розвідка німців завчасно виявила концентрацію французьких і британських військ на арраському напрямку, і відповідно I Баварський резервний корпус (генерал Карл фон Фасбендер) був перекинутий з Лотарингії до Камбре і Валансьєнна. 1-ша гвардійська дивізія та IV корпус були переміщені на північний фланг XIV резервного корпусу.
У ході проведення обома сторонами маневру силами на значному фронті відбулися зустрічні бої. Поступово бойові дії ставали все більш запеклими, коли в битву вступало все більше формувань. До вечора 2 жовтня німці захопили Дуе, де взяли в полон близько 2000 французьких солдатів, переважно резервістів територіальних військ. Німецькі частини Гвардійського, 4-го та 1-го Баварського резервного корпусів поступово закріпилися на здобутих рубежах і утворили більш-менш бойовий порядок, протистоячи генералу Луї де Мод'юї. Врешті-решт французькі війська, наразившися на опір противника, змушені були призупинити свій наступ.
2 жовтня німецькі дивізії спробували продовжити наступ, втім французи всіляко протидіяли ним. По всьому широкому фронту від Ланса до Бапома точилися запеклі бої. В результаті німецькому командуванню вдалося за день протистояння опанувати Ескершен, Ізель, Дрокур, Френуа, Буа-Бернар, Бомон.
До ранку 3 жовтня німецькі підрозділи розгорнулися на лінії від Дрокуру до Буа-Бернара і далі на Френуа. В цілому кайзерівські війська зберігали наступальний порив і продовжували просування вперед. Разом з цим, на деяких ділянках їхній успіх був дуже скромний. Так, атака 9-ї баварської резервної піхотної бригади на Невірей була відбита французами із застосуванням стрілецької зброї та вогню важкої артилерії з позицій біля Ашевіля, та перейшла до оборони на підступах до містечка. Бойові дії продовжувалися по всьому фронту зіткнення сторін, які через спротив противника поступово переходили до оборони і розпочинали окопуватися. Але, на деяких напрямках німці все ще намагалися обійти французькі війська, що їм протистояли. Так, німецькі наступи на Борен, Меркатель та передмістя Арраса Сент-Лоран-Блангі та Сент-Нікола, які були відбиті з великими втратами, що примусили німців рухатися далі на північ.
4 жовтня Жоффр наказав де Кастельно закріпитися силами 2-ї армії на захоплених позиціях, для недопущення прориву німців через її оборонні рубежі. Одночасно, головнокомандувач сподівався на все більшу кількість французьких військ, які перекидалися далі на північ, щоб пом'якшити тиск Німеччини на основному напрямку. Генерал Фош був призначений заступником Жоффра, відповідальним за північну зону операцій, під його проводом виявилися Територіальні підрозділи, 2-га та 10-та армії, які були об'єднані в Тимчасову групу «Північ» (фр. Groupe Provisoire du Nord (GPN)).
Поступово бої на південному та центральному напрямках затихали, перетворившись на позиційне протистояння. Французькі та німецькі командувачі не припиняли спроби здійснити фланговий обхід військ противника й перемістили свої основні зусилля на північ, де незабаром розгорнулася битві за Ля-Басе.